# Радиш Мирослав Дмитрович
Миросла́в Дми́трович Ра́диш (21 жовтня 1910, с. Іллінці Снятинського повіту (нині Снятинського району Івано-Франківської області) — 1956, м. Нью-Йорк, США) — український маляр і театральний декоратор родом зі Снятинщини (Галичина).

## Життєпис
Народився 21 жовтня 1910 року в селі Іллінцях Снятинського повіту (нині Снятинський район, Івано-Франківська область) в родині залізничника. Згодом батьки Мирослава оселилися в Коломиї, де він закінчив українську гімназію.
У 1934–1937 роках навчався в Познанській школі мистецтв на відділі декорації, а згодом у Вільно в Університеті Стефана Баторія на відділі мистецтва.
У 1940–1944 роках був головним сценічним декоратором Львівського оперного театру. За цей час оформив 12 опер, 5 оперет і 20 п'єс. Серед останніх особливо визначалося оформлення п'єс Миколи Куліша «Мина Мазайло» і «Народний Малахій».
Від 1945 року в еміграції в Німеччині, де був сценічним декоратором Ансамблю українських акторів під орудою Володимира Блавацького.
У 1950 році переїжджає до США й оселяється в Нью-Йорку. Оформлює декілька сценічних вистав режисера Йосипа Гірняка. Багато праці вклав у власну мистецьку студію для дітей і молоді.
Член управи Об'єднання митців-українців в Америці (ОМУА).
Брав участь у численних групових виставках у Львові, Мюнхені та низці міст США, а також мав кілька індивідуальних виставок; оформлював різні культурні та національні заходи.
6 червня 1956 року несподівано помер від розриву серця у Нью-Йорку. Там таки видана посмертно монографія «Радиш» (1966).

## Родина
Дружина Оксана Міяковська  — визначна діячка української еміграції, багаторічний секретар УВАН, з якою Мирослав Радиш мав двох синів.